# باکونی‌نانا
باکونی‌نانا (به مجاری: Bakonynána) یک شهرداری در مجارستان است که در ناحیه زیرتس واقع شده‌است. باکونی‌نانا ۱۴٫۹۳ کیلومتر مربع مساحت و ۱٬۰۶۲ نفر جمعیت دارد.